# C'est pour vivre
Albums de Céline Dion
Live à Paris
(1996) The Collection 1982-1988
(1997)
C'est pour vivre est la neuvième compilation de Céline Dion, sortie le 27 janvier 1997 en Europe. Elle est constituée de titres provenant des albums  Tellement j'ai d'amour… (1982),  Les Chemins de ma maison (1983), Les Oiseaux du bonheur (1984), C'est pour toi (1985), The Best of (1988) et Les Premières Années (1993).

## Historique
Cette compilation a été éditée sans aucune promotion. Elle se nomme de plusieurs façons, avec différentes couvertures et sous différents labels. Les autres dénominations de l'album sont : D'amour française, The French Love Album, Mon ami, Les premières années: The Very Best of the Early Years. Un de ces autres noms, The French Love Album, fait directement référence à The French Album, c'est-à-dire D'eux. Cet album regroupe six titres n'ayant jamais figurés sur CD : Ne me plaignez pas, Hello Mister Sam, Trois heures vingt, Trop jeune à dix-sept ans, Paul et Virginie ainsi que Benjamin.

## Liste des titres
| 1.     | Mon ami m'a quittée       | Eddy Marnay, Christian Loigerot, Thierry Geoffroy            | 3:05 |
| 2.     | La do do la do            | Marnay, Christian Gaubert                                    | 3:06 |
| 3.     | Hymne à l'amitié          | Marnay, Dario Baldan Bembo, Nini Giacomelli, Sergio Bardotti | 4:01 |
| 4.     | Je ne veux pas            | Marnay, Romano Musumarra                                     | 4:06 |
| 5.     | C'est pour vivre          | Marnay, André Popp                                           | 4:04 |
| 6.     | En amour                  | Marnay, Loigerot, Geoffroy                                   | 3:20 |
| 7.     | Ne me plaignez pas        | Marnay, Steve Thompson                                       | 3:05 |
| 8.     | Les Chemins de ma maison  | Marnay, Patrick Lemaitre, Alain Bernard                      | 4:16 |
| 9.     | Hello Mister Sam          | Marnay, Loigerot, Geoffroy                                   | 4:17 |
| 10.    | Trois heures vingt        | Marnay, Lemaitre                                             | 3:41 |
| 11.    | Trop jeune à dix-sept ans | Marnay, Paul Greedus, Barry Blue                             | 4:54 |
| 12.    | Paul et Virginie          | Marnay, Loigerot, Geoffroy                                   | 4:54 |
| 13.    | La Voix du Bon Dieu       | Marnay                                                       | 3:16 |
| 14.    | Benjamin                  | Marnay, Pierre Papadiamandis                                 | 4:37 |
| 54 min |                           |                                                              |      |

## Ventes
L'album atteint la 49e place au Royaume-Uni et se classe no 32 en Belgique. L'album se vend à plus de 200 000 exemplaires à travers le monde.
| Pays              | Meilleure position | Nombre de semaines | Vente |
| ----------------- | ------------------ | ------------------ | ----- |
| Belgique Wallonie | 32                 | 2                  | n/a   |
| Royaume-Uni       | 49                 | 9                  | n/a   |
| États-Unis        | -                  | -                  | 3 500 |